# 二色浜駅
二色浜駅（にしきのはまえき）は、大阪府貝塚市澤にある、南海電気鉄道南海本線の駅。駅番号はNK27。

## 概要
1933年（昭和8年）、南海鉄道は“第二の浜寺”をめざして二色の浜海岸に「海浜村」を開設した。200人収容の「汀の家」を建設し、宿泊施設のある海水浴場として人気を呼んだ。その最寄り駅として1936年（昭和11年）6月、夏期だけ営業の臨時駅を開設。2年後の1938年（昭和13年）9月に常設駅となった。駅名の「二色」は“白砂青松”の浜辺を表したもの。

## 歴史
当初は夏季の臨時駅として開設された。

### 年表
- 1936年（昭和11年）6月：南海鉄道の貝塚駅 - 鶴原駅間に臨時駅として新設。
- 1938年（昭和13年）10月1日：常設駅に昇格。
- 1944年（昭和19年）6月1日：会社合併により近畿日本鉄道の駅となる。
- 1947年（昭和22年）6月1日：路線譲渡により南海電気鉄道の駅となる。
- 2012年（平成24年）4月1日：駅ナンバリングが導入され、使用を開始[1][2]。
- 2013年（平成25年）4月1日：駅係員無人化を開始。

## 駅構造
相対式2面2線のホームを持つ地平駅である。駅舎は難波方面ホームの難波駅寄りにあり、和歌山市方面ホームへ行くためには構内踏切を通らなければならない。便所は改札内にあり、男女別・浄化槽使用の水洗式。2014年（平成26年）3月、新しく多機能トイレを設置した。窓口は、無人駅のため閉鎖されている。

### のりば
| のりば | 路線   | 方向 | 行先                   |
| ------ | ------ | ---- | ---------------------- |
| 1      | 南海線 | 下り | 関西空港・和歌山市方面 |
| 2      | 南海線 | 上り | なんば方面             |

## 利用状況
2019年（令和元年）次の1日平均乗降人員は4,489人（乗車人員：2,315人、降車人員：2,174人）である。
各年次の1日平均乗降・乗車人員数は下表の通り。
| 年次   | 1日平均 乗降人員 | 1日平均 乗車人員 | 出典   |
| ------ | ---------------- | ---------------- | ------ |
| 2000年 | 5,056            | 2,699            | [ 4 ]  |
| 2001年 | 4,958            | 2,642            | [ 5 ]  |
| 2002年 | 4,878            | 2,610            | [ 6 ]  |
| 2003年 | 4,702            | 2,519            | [ 7 ]  |
| 2004年 | 4,604            | 2,458            | [ 8 ]  |
| 2005年 | 4,563            | 2,446            | [ 9 ]  |
| 2006年 | 4,553            | 2,446            | [ 10 ] |
| 2007年 | 4,519            | 2,413            | [ 11 ] |
| 2008年 | 4,537            | 2,415            | [ 12 ] |
| 2009年 | 4,416            | 2,358            | [ 13 ] |
| 2010年 | 4,367            | 2,328            | [ 14 ] |
| 2011年 | 4,364            | 2,320            | [ 15 ] |
| 2012年 | 4,354            | 2,314            | [ 16 ] |
| 2013年 | 4,447            | 2,356            | [ 17 ] |
| 2014年 | 4,375            | 2,298            | [ 18 ] |
| 2015年 | 4,494            | 2,352            | [ 19 ] |
| 2016年 | 4,550            | 2,364            | [ 20 ] |
| 2017年 | 4,572            | 2,368            | [ 21 ] |
| 2018年 | 4,529            | 2,339            | [ 22 ] |
| 2019年 | 4,489            | 2,315            | [ 23 ] |

## 駅周辺の施設
- ローソンストア100 二色浜駅前
- 二色ファミリー薬局
- ココチーノ
- こやま歯科
- 銀の卵 二色浜店
- 日本郵便株式会社貝塚沢郵便局
- 焼肉松ちゃん
- 居酒屋松ちゃん
- 浜松餃子かさご
- HOTEL KANADE 関空貝塚
- 二色の浜海水浴場
- 二色の浜公園（海浜緑地）
- 虹の湯二色浜店
- スーパーセンタートライアル 二色浜店
- 黄土漢方よもぎ蒸し&ビソンテラピー専門店 MBR大阪店
- マクドナルド26号貝塚店

## 隣の駅
南海電気鉄道
 南海本線
■特急サザン・■急行・■空港急行・■区間急行
通過
■準急（難波行きのみ運転）・■普通　
貝塚駅 (NK26) - 二色浜駅 (NK27) - 鶴原駅 (NK28)
- 括弧内は駅番号を示す。